# Jhadewa
Jhadewa (nep. झडेवा) – gaun wikas samiti w zachodniej części Nepalu w strefie Lumbini w dystrykcie Palpa. Według nepalskiego spisu powszechnego z 2001 roku liczył on 919 gospodarstw domowych i 4953 mieszkańców (2678 kobiet i 2275 mężczyzn).